# Sonja Gerhardt
Sonja Gerhardt (Berlín, Alemanya, 2 d'abril de 1989) és una actriu alemanya coneguda per la seva participació en les sèries Schmetterlinge im Bauch i Deutschland 83.

## Biografia
Sonja Gerhardt va inicar la seva carrera artística com a ballarina, ballant durant onze anys en el conjunt dels nens de la Berliner RevuetheatersFriedrichstadt-Palast.
La seva primera aparició en el món de la televisió fou durant les temporades de 2006 i 2007 a la telenovel·la Schmetterlinge im Bauch. El 2008, fa el seu primer paper principal a Sommer i el 2009 va interpretar el paper de Melanie a Die Wilden Hühner und das Leben i el de Paula a Vulkan.
Posteriorment ha anat treballant en diferents papers fins que l'any 2015 roda Deutschland 83 on interpreta una jove de l'Alemanya de l'est.

## Filmografia
- 2006: Schmetterlinge im Bauch
- 2008: Sommer
- 2008: In aller Freundschaft
- 2008: Sklaven und Herren
- 2009: Die Wilden Hühner und das Leben
- 2009: Vulkan
- 2009: WAGs[4]
- 2010: Im Spessart sind die Geister los
- 2010: Der Doc und die Hexe
- 2010: SOKO Stuttgart
- 2010: Die Jagd nach der Heiligen Lanze
- 2010: Polizeiruf 110
- 2010: Das fremde Mädchen
- 2010: Tatort
- 2010: Ein Date fürs Leben
- 2010: Doctor’s Diary
- 2011: Die Verführung – Das fremde Mädchen
- 2011: Großstadtrevier
- 2011: Küstenwache
- 2011: Krauses Braut
- 2011: Das Traumschiff
- 2011: Mein eigen Fleisch und Blut
- 2011: Rosa Roth
- 2012: Die Jagd nach dem Bernsteinzimmer
- 2012: Türkisch für Anfänger
- 2012: Mittlere Reife
- 2012: Heiraten ist auch keine Lösung
- 2012: Auf Herz und Nieren
- 2012: Danni Lowinski
- 2012: Schneeweißchen und Rosenrot
- 2013: Flaschenpost an meinen Mann
- 2013: Tape_13
- 2013: Heiter bis tödlich: Hauptstadtrevier
- 2014: SOKO Stuttgart
- 2014: Die Schlikkerfrauen
- 2014: Weihnachten für Einsteiger
- 2014: Dessau Dancers
- 2015: Der Lack ist ab
- 2015: Deutschland 83